# Ваља Маре (Њамц)
Ваља Маре (рум. Valea Mare) насеље је у Румунији у округу Њамц у општини Разбојени. Oпштина се налази на надморској висини од 349 m.

## Становништво
Према подацима из 2002. године у насељу је живело 116 становника, од којих су сви румунске националности.